# فيرنر كيرن
فيرنر كيرن (بالألمانية: Werner Kern)‏ هو كيميائي ومهندس ألماني، ولد في 9 فبراير 1906 في فالدزهوت-تينغن في ألمانيا، وتوفي في 18 يناير 1985.